# Кременевка (Днепропетровская область)
Кременевка (укр. Кременівка) — село в Чернетчинской сельской общине Новомосковского района Днепропетровской области Украины.
Код КОАТУУ — 1222383003. Население по переписи 2001 года составляло 247 человек.

## Географическое положение
Село Кременевка находится в 2-х км от левого берега реки Заплавка, примыкает к селу Заплавка, на расстоянии в 1,5 км расположено села Дмухайловка. По селу протекает пересыхающий ручей с запрудой.

## История
- В 1886 году поселение Кременевские Хутора входили в Чернетчинскую волость Новомосковского повета. Тут проживало 572 особы.